# William Herries, 3. Lord Herries of Terregles
William Herries, 3. Lord Herries of Terregles († 26. September 1543), war ein schottischer Adliger und Richter.
Er war der älteste legitime Sohn des Andrew Herries, 2. Lord Herries of Terregles (um 1477–1513), aus dessen dritter Ehe mit Hon. Nichole Home († 1529), Tochter des Alexander Home, 2. Lord Home.
Als sein Vaters 1513 in der Schlacht von Flodden Field fiel, erbte er dessen Adelstitel als 3. Lord Herries of Terregles sowie dessen Ländereien.
1532 wurde er als Extraordinary Lord of Session Laienrichter am Court of Session.
Er heiratete Catherine Kennedy, Tochter des James Kennedy of Blairquhan. Mit ihr hatte er drei Töchter:
- Agnes Herries, 4. Lady Herries of Terregles (um 1534–1594), ⚭ 1548 Hon. Sir John Maxwell;
- Hon. Katherine Herries († 1593), ⚭ (1) 1551 Sir Alexander Stewart, Younger of Garlies († 1571), ⚭ (2) Uchtred McDowall of Mundork;
- Hon. Janet Herries († 1612), ⚭ Sir James Cockburn of Skirling.

Da er keine Söhne hatte, erbte bei seinem Tod, 1543, seine noch minderjährige älteste Tochter Agnes seinen Adelstitel.